# DIAURA
DIAURA (яп. ディオーラ Diōra) — японская Visual kei рок-группа из Токио, играющая альтернативный метал, которую основали в 2010 году два экс-участника Valluna — yo-ka и Кэй.

## Биография группы
После приезда в Токио, вокалист yo-ka познакомился с драммером Ю. Вскоре они создали группу под названием Marely. Но эта группа распалась уже через полгода. Через некоторое время, познакомившись с гитаристом Кеем, yo-ka создал с ним новую группу — Valluna. Вскоре к ним присоединяется и ударник Ю, но уже через несколько месяцев покинул коллектив из-за разногласий с другими участниками. Просуществовав полтора года, Valluna распалась. Но yo-ka и Кэй не останавливались. Они решили создать ещё одну группу, но поклялись, что на этот раз это будет их последний проект. Так на свет появилась DIAURA. Сначала группа официально существовала в составе двух человек, но позже к коллективу присоединился басист Сёя. найденный через агента, а потом и старый добрый друг вокалиста  — ударник Ю. 19 января 2011 года DIAURA выпустили свой первый сингл под названием "Shitsuyoku no Seiiki", а следом за ним на свет появился и первый мини-альбом "Dictator". В 2012 Ю покинул группу из-за воспаления сухожилия. После ухода официального драммера коллектив дополнил сапорт-ударник Тацуя. И уже 1 апреля 2013 года Тацуя, после 11 месяцев сапортства, стал официальным участником. Группа резко набрала популярность как в Японии так и за её пределами благодаря своей активности, профессиональному материалу, зажигательным концертам и индивидуальному яркому образу. Годовщину группа празднует 15 декабря, однако первый концерт у них состоялся 22 января.

## Стиль и название группы
DIAURA читается как "Диора". Сначала название группы ничего не означало, но после выхода мини-альбома "Dictator", "DIAURA" начали расшифровывать как "Диктаторская аура". Концепцией для группы стала диктатура. Образы коллектива естественно связаны с ней. Группа одевается в военную форму в стиле вижуал-кей, носит фуражки, мундиры и галифе. Тексты песен также связаны с диктатурой, об этом свидетельствуют песни "Dictator", "Master" и "Taidou" хотя группа пишет песни и на иные темы. Макияж участников в большинстве случаев устрашающий.

## Участники группы
yo-ka (ex. Icy. → メガマソ (ローディ) → Marely, → ヴァルナ) вокалист, лидер, композитор, фронт-мен, автор лирики.
Родился: 31 октября префектура Фукусима. Играет на гитаре и ударных. Пирсинг: нет.
Кэй, (яп. 佳衣) — (ex. Bunny drug → ADOLF → ＣＲＩＭＳＯＮ → ヴァルナ) гитарист, композитор.
Родился: 7 февраля префектура Аомори. Пирсинг: лабрет, прокол крыла носа.
Сёя (яп. 翔也 — (ex. Dizly) басист, дизайнер одежды своего бренда "the VICIOUS", модель.
Родился: 31 января префектура Сайтама. Считает себя панком. Пирсинг: прокол мочки уха, хеликс.
Тацуя (яп. 達也) — (ex. DIS★Marionette → 楽團孤独 → Ronove) ударник, икемен.
Родился: 28 марта префектура Тотиги. Пирсинг: прокол мочки уха, снаг.

## Дискография

### Студийные альбомы
- Genesis (21 марта, 2012)
- Focus (4 декабря, 2013)
- Triangle (26 ноября, 2014)
- Incomplete (15 декабря, 2015)
- VERSUS (29 ноября, 2017)[11]

### Мини-альбомы
- Dictator (10 августа, 2011)
- Reborn (13 марта, 2013)
- My Resistance (16 ноября, 2016)[11]

### Синглы
- Shitsuyoku no Seiiki (失翼の聖域, 19 январь, 2011)
- Beautiful Creature (23 февраля, 2011) – 2nd Press (15 июня, 2011)
- Imperial "Core" (2 ноября, 2011)
- Reason for Treason (9 июня, 2012)
- To Enemy (7 июля, 2012)
- Judgement (28 июля, 2012)
- Evils (24 октября, 2012)
- Whiteness (20 февраля, 2013)
- Sirius/Lily (10 июля, 2013)
- Shitsuyoku no Seiiki (失翼の聖域, 28 августа, 2013) (Re-recording)
- Menace/Kyoukai-sen (メナス/境界線, 1 марта, 2014)
- Horizon (ホライゾン, 9 июля, 2014)
- Silent Majority (9 июля, 2014)
- Blind message (3 сентября, 2014)
- Ruin (20 мая, 2015)
- Enigma (30 марта, 2016)
- Gekkou (月光, 3 августа, 2016)
- Noah/Shangri-La (Noah/シャングリラ, 28 июня, 2017)[11]

### DVDs
- Doku-Dictator-Sai (独-Dictator-裁, 3 августа, 2011)
- Judgement Day (28 августа, 2012)
- Dictatorial Garden Akasaka (31 июля, 2013)
- Kanzen Dokusai Ryouiki Shibuya Koukaidou (完全独裁領域渋谷公会堂, 1 марта, 2014)
- Vanishing the Triangle Vision (1 июля, 2015)
- Route of Infection (1 мая, 2016)
- Dictatorial Garden Nakano -beyond the resistance- (3 сентября, 2017)[11]